# Drosophila desavrilia
Drosophila desavrilia är en tvåvingeart som beskrevs av Léonidas Tsacas 1985. Drosophila desavrilia ingår i släktet Drosophila och familjen daggflugor.
Artens utbredningsområde är Madagaskar.